# Gelijnde vlakjesmot
De gelijnde vlakjesmot (Catoptria margaritella) is een vlinder uit de familie grasmotten (Crambidae). De spanwijdte van de vlinder bedraagt tussen de 20 en 24 millimeter.

## Waardplanten
De gelijnde vlakjesmot heeft grassen en mossen als waardplanten.

## Voorkomen in Nederland en België
De gelijnde vlakjesmot is in Nederland een vrij algemene en in België een schaarse lokale soort. De soort kent één generatie die vliegt van eind juni tot september.